# Herb gminy Jasionówka
Herb gminy Jasionówka – symbol gminy Jasionówka.

## Wygląd i symbolika
Herb przedstawia na tarczy w polu czerwonym dwie złączone srebrne strzały, skierowane w przeciwne strony; tarcza zwieńczona hełmem z piórami pawia. Jest to herb Bogoria, którym posługiwali się właściciele wsi.